# 博耶斯蘭丁 (加利福尼亞州)
博耶斯蘭丁（英語：Boyers Landing）是位於美國加利福尼亞州科盧薩縣的一個非建制地區。該地的面積和人口皆未知。

## 地理
博耶斯蘭丁的座標為39°57′06″N 121°50′21″W / 39.95167°N 121.83917°W，而該地的平均海拔高度為11米（即36英尺）。